# 五味久壽
五味 久壽（ごみ ひさとし、1945年 - ）は、日本の経済学者。立正大学名誉教授。経済学博士。専門分野は資本主義経済の原理、世界資本主義の現状分析。中国・アジアの「新産業革命」、産業構造・金融市場を研究。華東師範大学商学院客員教授、緑の文明学会理事。

## 略歴
- 1945年 長野県生まれ。
- 1967年 東京大学経済学部経済学科卒業。
- 1973年 東京大学大学院経済学研究科博士課程満期退学。
- 1973年 立正大学経済学部経済学科講師。
- 1975年 立正大学経済学部経済学科助教授。
- 1980年 立正大学経済学部経済学科教授。
- 2015年 立正大学名誉教授。

## 著書
単著
- 『グローバルキャピタリズムとアジア資本主義――中国・アジア資本主義の台頭と世界資本主義の再編』批評社、1999年
- 『中国巨大資本主義の登場と世界資本主義――WTO加盟以降の中国製造業の拡張再編と日本の選択』批評社、2005年

編著
- 『岩田弘遺稿集――追悼の意を込めて』岩田弘著　批評社、2015年

分担執筆
- 『工場占拠・ソヴェト革命』「権力」編集委員会編　風媒社、1971年